# Осемборув
Осемборув (пол. Osiemborów) — село в Польщі, у гміні Маґнушев Козеницького повіту Мазовецького воєводства.
Населення — 237 осіб (2011).
У 1975-1998 роках село належало до Радомського воєводства.

## Демографія
Демографічна структура станом на 31 березня 2011 року:
|          | Загалом | Допрацездатний вік | Працездатний вік | Постпрацездатний вік |
| -------- | ------- | ------------------ | ---------------- | -------------------- |
| Чоловіки | 119     | 33                 | 75               | 11                   |
| Жінки    | 118     | 31                 | 70               | 17                   |
| Разом    | 237     | 64                 | 145              | 28                   |